# Babille
Babille (auch  Babile) ist eine Stadt in der Region Oromiyaa im östlichen Äthiopien.
Babille liegt im Mirab-Hararghe-Gebiet, etwa 30 km östlich von Harar. Der zentralen äthiopischen Statistikagentur zufolge hatte die Ortschaft im Jahr 2005 eine Einwohnerzahl von 16.454.
Die Stadt ist für ihre heißen Quellen und Mineralwässer bekannt. Zudem liegt das Dakhata-Tal in ihrer Nähe, welches mit besonderen Felsformationen aufwarten kann und als Vogelhabitat bekannt ist. Des Weiteren grenzt das Babille-Elefantenschutzgebiet an den Ort.